# روماريو بالدي
روماريو بالدي هو لاعب كرة قدم برتغالي في مركز الهجوم، ولد في 29 ديسمبر 1996 في بيساو في غينيا بيساو. شارك مع منتخب البرتغال تحت 16 سنة لكرة القدم ومنتخب البرتغال تحت 17 سنة لكرة القدم ومنتخب البرتغال تحت 18 سنة لكرة القدم ومنتخب البرتغال تحت 19 سنة لكرة القدم. أما مع النوادي، فقد لعب مع نادي تونديلا.

## وصلات خارجية
- روماريو بالدي على موقع الاتحاد الأوربي (الإنجليزية)
- روماريو بالدي على موقع قاعدة بيانات كرة القدم.إي يو (الإنجليزية)
- روماريو بالدي على موقع ناشيونال فوتبول تيمز (الإنجليزية)
- روماريو بالدي على موقع Soccerway.com (الإنجليزية)
- روماريو بالدي على موقع عالم كرة القدم.نت (الإنجليزية)
- روماريو بالدي على موقع AS.com (الإسبانية)